# Sarah Joseph
Sarah Joseph , född 1971, är vd för och redaktör av det muslimska brittiska livsstilsmagasinet Emel samt debattör om brittiska muslimer. Hon är även författare, innehavare av OBE samt medieperson och föreläser om islam, både i Storbritannien och internationellt (USA, Europa, Mellanöstern och Asien).
Joseph konverterade till islam vid 16 års ålder, efter en katolsk uppfostran.
Sarah Joseph tilldelades 2004 utmärkelsen Order of the British Empire för tjänster till "interreligiös dialog och främjande av kvinnors rättigheter" (engelska: interfaith dialogue and the promotion of women's rights).